# Bonza Aviation
Bonza Aviation Pty Ltd. ist eine australische Billigfluggesellschaft, mit Hauptsitz an der Sunshine Coast. Bonza nahm den Betrieb am 31. Januar 2023 auf, nachdem die Civil Aviation Safety Authority (CASA) am 12. Januar die Genehmigung erteilt hatte. Bonza plant, vor allem unausgelastete Inlands- und Regionalstrecken innerhalb Australiens zu bedienen. Sie stellte den Betrieb am 29. April 2024 ein, nachdem die Flotte beschlagnahmt wurde.

## Geschichte
Bonza wurde 2021 vom ehemaligen Virgin Blue Manager Tim Jordan gegründet. Die US-Investmentfirma 777 Partners mit Sitz in Miami war der erste Investor und Geldgeber. 777 Partners ist außerdem an der kanadischen Fluggesellschaft Flair beteiligt. Die Airline plante den Flugbetrieb Anfang 2022 aufnehmen zu können, erhielt ihr Air Operator Certificate (AOC) von der australischen Luftfahrtbehörde CASA jedoch erst am 12. Januar 2023.
Die Fluggesellschaft plante, nicht die großen Städte wie Melbourne, Sydney und Brisbane anzufliegen und richtete stattdessen ihre Basis am Flughafen Sunshine Coast ein. Bonza fokussiert sich auf wenig ausgelastete und bisher nicht bediente Strecken zwischen regionalen und inländischen Städten durch ein Punkt-zu-Punkt-Modell, ähnlich dem Konzept von Ryanair in Europa. Als Low-Cost-Carrier startete Bonza ohne Vielfliegerprogramm oder Flughafenlounges und beschränkt Buchungen ausschließlich auf die eigene FlyBonza-App.
Bonza nahm den Flugbetrieb am 31. Januar 2023 auf der Strecke von ihrer Basis Sunshine Coast zu den Whitsundays auf. Die Flotte bestand zu Beginn des Betriebs aus vier Boeing 737 Max 8 in einer All-Economy-Bestuhlung. Bonza ist die erste australische Fluggesellschaft, welche die Boeing 737 Max einsetzt.
Bonza stellte den Betrieb am 29. April 2024 ein, nachdem die Flugzeuge vom Asset Manager AIP Capital, einer Tochtergesellschaft von 777 Capital, beschlagnahmt wurden. Qantas, Jetstar und Virgin Australia boten gestrandeten Passagieren kostenlose Flüge zu Flughäfen, welche am nächsten an ihren Zielflughäfen liegen an, sofern Sitzplätze verfügbar sind.

## Partnerschaften
Am 4. Oktober 2022 wurde bekannt gegeben, dass Bonza einen Vierjahresvertrag mit dem australischen A-League-Men Fußballverein Melbourne Victory unterzeichnet hat, um dessen Hauptpartner auf den Heim- und Auswärtstrikots zu sein.

## Flugziele
Bonza fliegt zurzeit ausschließlich inneraustralische Ziele in den Bundesstaaten New South Wales, Queensland und Victoria an.

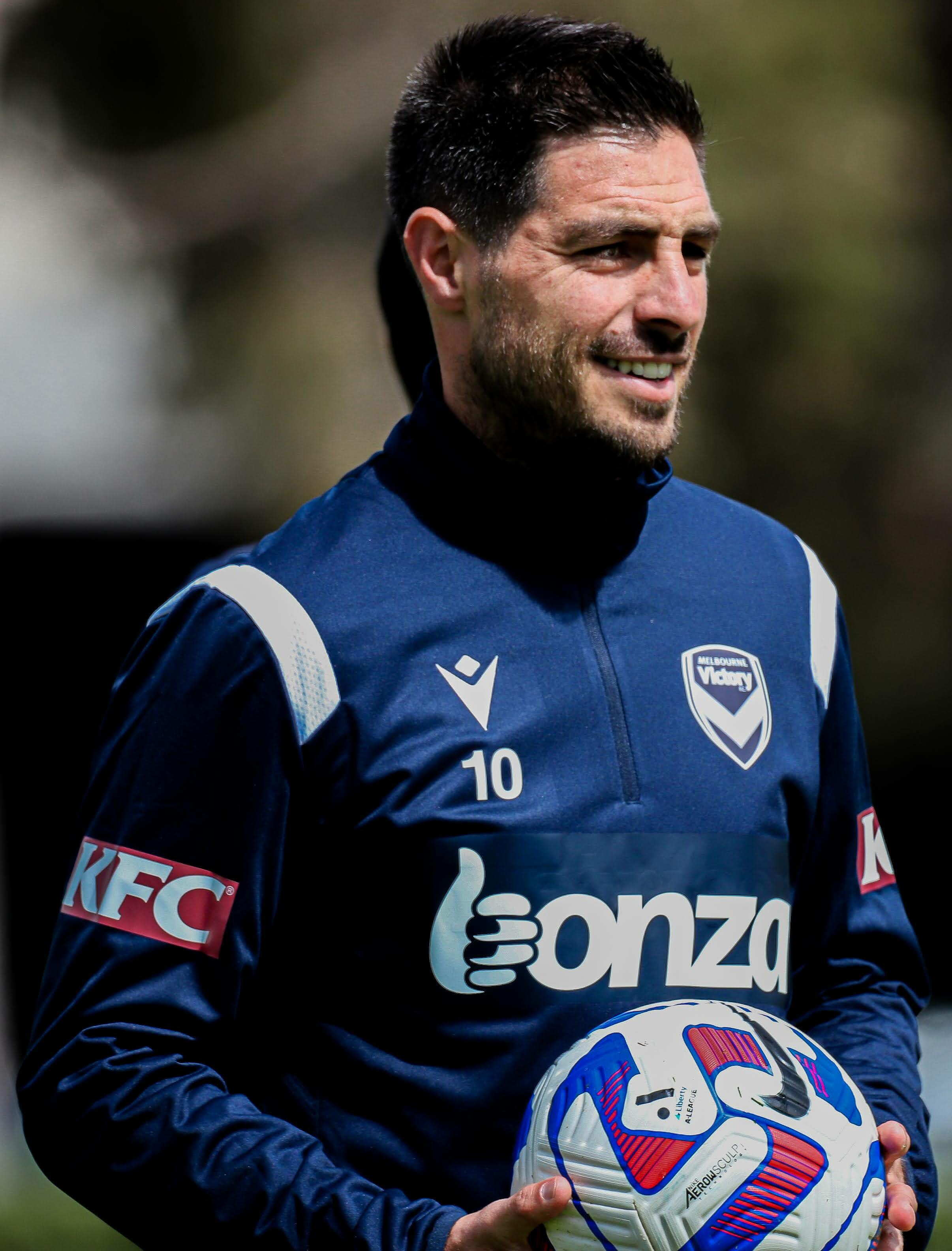
Bonza Logo auf einem Trikot des Fußballclubs Melbourne Victory

## Flotte
Bei Betriebseinstellung im April 2024 bestand die Flotte von Bonza aus vier Flugzeugen mit einem Durchschnittsalter von 4,8 Jahren:
| Flugzeugtyp      | Anzahl | bestellt | Sitzplätze | Anmerkungen |
| ---------------- | ------ | -------- | ---------- | ----------- |
| Boeing 737 Max 8 | 4      | 5        | 186        |             |
| Total            | 4      | 5        |            |             |